# Bildstock (Großenbrach, Steinig)

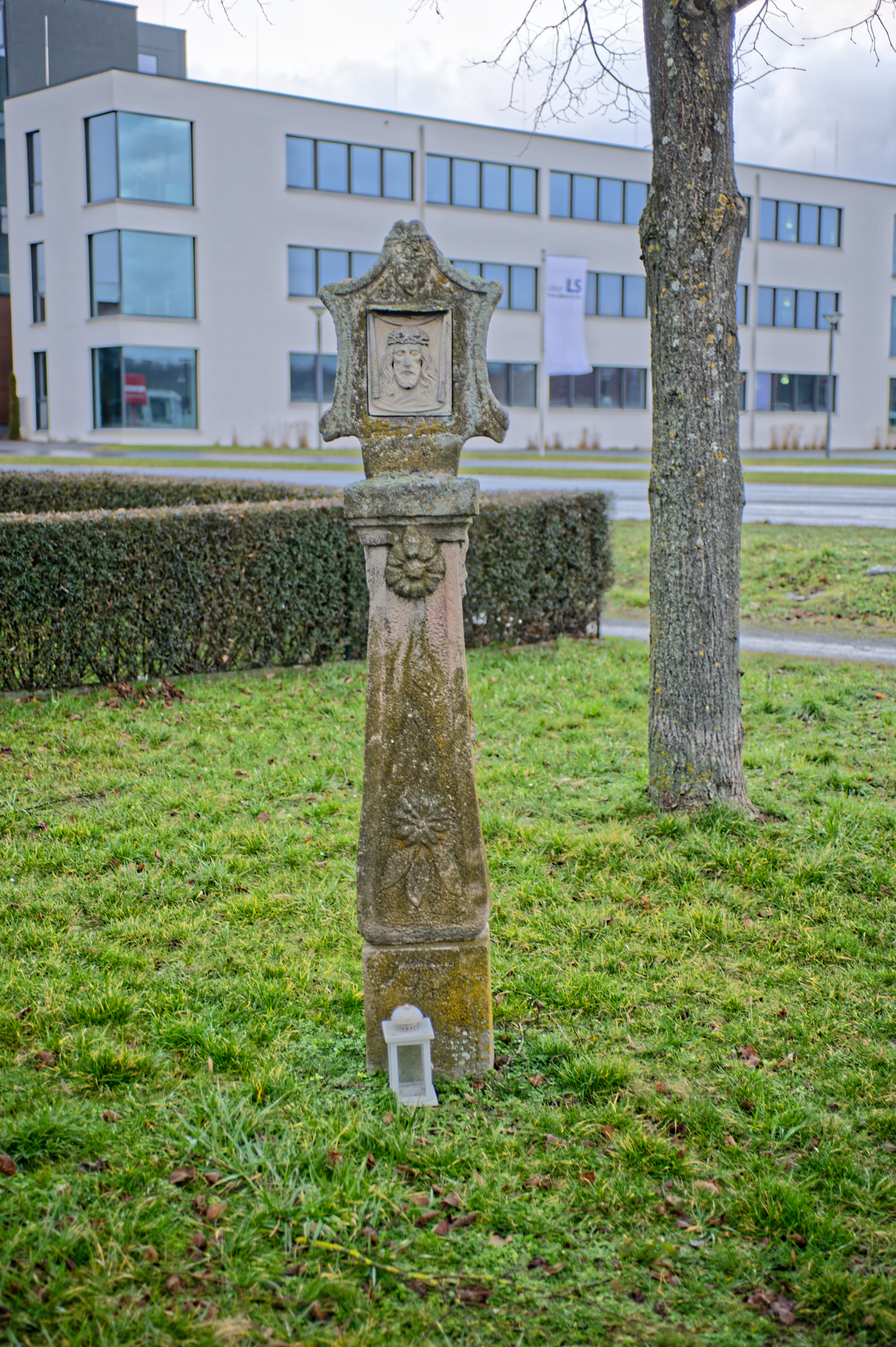
Bildstock, Großenbrach, Steinig

Der Bildstock Steinig ist ein Flurdenkmal in Großenbrach, einem Gemeindeteil im Markt Bad Bocklet im unterfränkischen Landkreis Bad Kissingen. Der Bildstock gehört zu den Baudenkmälern von Bad Bocklet und ist unter der Nummer D-6-72-112-53 in der Bayerischen Denkmalliste registriert.

## Beschreibung
Der Bildstock besteht aus Sandstein und entstand im Jahr 1854.
Der Schaft ist 170 cm hoch und besteht einerseits aus dem Basisblock, der vorne die Inschrift trägt:

„ZUR EHR GOTES

1854“

und andererseits dem ebenfalls vierkantigen, sich nach oben hin verjüngenden und mit pofiliertem Blockkapitell abschließenden Hauptteil, dessen drei Seitenflächen mit Blumen- und Weinlaubreliefs verziert sind.
Die flache, geschwungene, 67 cm hohe Aufsatztafel beherbergt eine rechteckige Bildnische mit einer Reliefplatte aus französischem Sandstein mit dem Motiv des Schweißtuches der Veronika. Die Umrahmung stellt die Fünf Wunden Christi dar.
Die Rückseite des Aufsatzes zeigt ein flaches lateinisches Kreuz.
Der Bildstock weist Reste von Bemalung auf. Im Jahr 1977 wurde er wegen Straßenbauarbeiten von seinem alten Standort am Großenbracher Kreuzweg an seinen jetzigen Standort versetzt. Bei dieser Gelegenheit wurde der Aufsatz vom Aschacher Bildhauer Ludwig Bauer überholt.